# Marcelino, chleb i wino (film 1991)
Marcelino, chleb i wino (tyt. oryg. Marcelino) – francusko-hiszpańsko-włoski film z 1991 roku w reżyserii Luigiego Comenciniego. Film jest remakiem filmu Ladislao Vajdy z 1955 pod tym samym tytułem i zarazem adaptacją powieści Marcelino chleb i wino: legenda hiszpańska autorstwa José Marii Sáncheza Silvy. 